# Abrams Books
Abrams Books es una compañía estadounidense de libros ilustrados y literatura infantil, fundada en 1949 por Harry N. Abrams.

## Descripción
La empresa es una filial de la editorial francesa La Martinière Groupe. Dirigida por su presidenta y directora general Mary McAveney, Abrams publica y distribuye unos 250 títulos al año y cuenta con más de 3.000 títulos impresos hasta la fecha.
Abrams también distribuye publicaciones para instituciones y editoriales como Museo de Victoria y Alberto, Tate, Vendome Press (en Norteamérica), Booth Clibborn Editions, SelfMadeHero, MoMA y 5 Continents.